# ポリポロペプシン
ポリポロペプシン(Polyporopepsin, EC 3.4.23.29)は、以下の化学反応を触媒する酵素である。
乳凝固活性、幅広い特異性を持つがインスリンB鎖のLeu15-TyrまたはTyr16-Leuは切断できない。
この酵素は、ウスバタケから単離された。